# 米尔坦和博尼
米尔坦和博尼（法語：Murtin-et-Bogny，法語發音：[myʁtɛ̃ e bɔɲi]）是法国大东部大区阿登省的一个市镇，属于沙勒维尔-梅济耶尔区。

## 地理
米尔坦和博尼（49°49'1"N, 4°32'15"E）面积7.11 平方千米，位于法国大東部大區阿登省，该省份为法国北部内陆省份，西接埃纳省，南至马恩省，东临默兹省，北与比利时接壤。
与米尔坦和博尼接壤的市镇（或旧市镇、城区）包括：索尔莫讷河畔沙特莱、阿尔西、勒米伊莱波泰、里莫涅、欧德里河畔鲁夫鲁瓦、索尔莫讷。

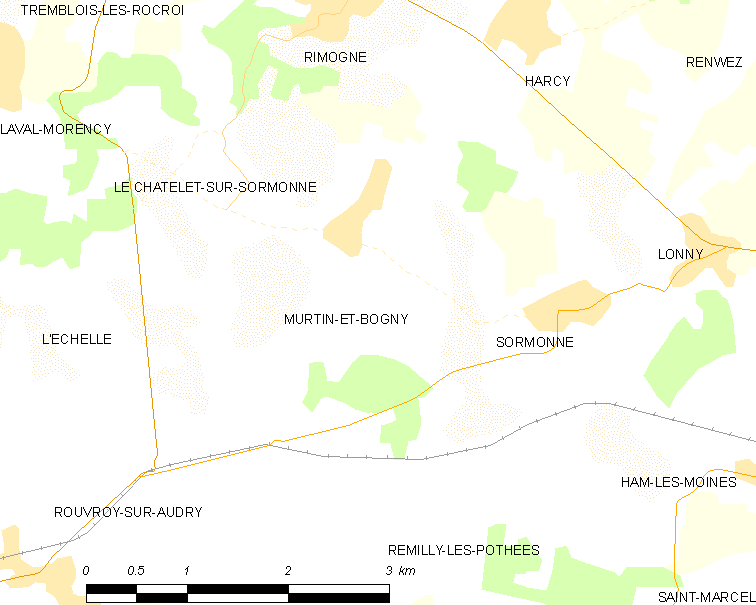
米尔坦和博尼的OSM定位图

米尔坦和博尼的时区为UTC+01:00、UTC+02:00（夏令时）。

## 行政
米尔坦和博尼的邮政编码为08150，INSEE市镇编码为08312。

## 政治
米尔坦和博尼所属的省级选区为罗克鲁瓦县。

## 人口

1962-2008年间米尔坦和博尼人口变化图示

米尔坦和博尼于2022年1月1日时的人口数量为175人。